# David B. Goldstein
David B. Goldstein (...) è un astronomo statunitense.
Il Minor Planet Center gli accredita la scoperta dell'asteroide 4738 Jimihendrix effettuata il 15 settembre 1985.
Dopo il baccellierato ottenuto all'Università di Princeton nel 1984, ha conseguito il master e il dottorato al Caltech rispettivamente nel 1985 e nel 1990. Dopo l'iniziale carriera da ricercatore, dal 2005 è professore all'Università del Texas a Austin.